# Élections législatives de 2002 dans l'Aube
Les élections législatives françaises de 2002 se déroulent les 9 et 16 juin 2002. Dans le département de l'Aube, trois députés sont à élire dans le cadre de trois circonscriptions.

## Élus
| Circonscription | Député sortant  | Parti | Parti    | Député élu ou réélu | Parti | Parti |
| --------------- | --------------- | ----- | -------- | ------------------- | ----- | ----- |
| 1re             | Pierre Micaux   |       | UDF (AD) | Pierre Micaux       |       | UMP   |
| 2e              | Robert Galley   |       | RPR      | Jean-Claude Mathis  |       | UMP   |
| 3e              | François Baroin |       | RPR      | François Baroin     |       | UMP   |

## Résultats

### Résultats à l'échelle du département
| Parti                                    | Parti                              | Premier tour | Premier tour | Second tour | Second tour | Sièges |
| Parti                                    | Parti                              | Voix         | %            | Voix        | %           | Sièges |
| ---------------------------------------- | ---------------------------------- | ------------ | ------------ | ----------- | ----------- | ------ |
|                                          | Union pour un mouvement populaire  | 44 329       | 36,54        | 63 537      | 59,51       | 3      |
|                                          | Union pour la démocratie française | 11 071       | 9,13         |             |             | 0      |
|                                          | Divers droite                      | 3 334        | 2,75         | 0           |             |        |
|                                          | Majorité présidentielle            | 58 734       | 48,42        | 63 537      | 59,51       | 3      |
|                                          |                                    |              |              |             |             |        |
|                                          | Parti socialiste                   | 19 533       | 16,10        | 29 431      | 27,57       | 0      |
|                                          | Les Verts                          | 8 223        | 6,78         | 13 795      | 12,92       | 0      |
|                                          | Parti communiste français          | 5 319        | 4,38         |             |             | 0      |
|                                          | Pôle républicain                   | 1 230        | 1,01         | 0           |             |        |
|                                          | Gauche parlementaire               | 34 305       | 28,28        | 43 226      | 40,49       | 0      |
|                                          |                                    |              |              |             |             |        |
|                                          | Front national                     | 21 432       | 17,67        |             |             | 0      |
|                                          | Extrême gauche dont LCR et LO      | 3 279        | 2,70         | 0           |             |        |
|                                          | Génération écologie                | 1 288        | 1,06         | 0           |             |        |
|                                          | Divers                             | 1 232        | 1,02         | 0           |             |        |
|                                          | Mouvement national républicain     | 1 034        | 0,85         | 0           |             |        |
|                                          |                                    |              |              |             |             |        |
| Inscrits                                 | Inscrits                           | 194 267      | 100,00       | 194 199     | 100,00      | 3      |
| Abstentions                              | Abstentions                        | 70 472       | 36,28        | 81 454      | 41,94       |        |
| Votants                                  | Votants                            | 123 795      | 63,72        | 112 745     | 58,06       |        |
| Blancs et nuls                           | Blancs et nuls                     | 2 491        | 2,01         | 5 982       | 5,31        |        |
| Exprimés                                 | Exprimés                           | 121 304      | 97,99        | 106 763     | 94,69       |        |
| Source : Ministère de l'Intérieur - Aube |                                    |              |              |             |             |        |

### Résultats par circonscription

#### Première circonscription (Troyes - Bar-sur-Aube)
| Candidat       | Candidat                    | Parti          | Premier tour | Premier tour | Second tour | Second tour |  |
| Candidat       | Candidat                    | Parti          | Voix         | %            | Voix        | %           |  |
| -------------- | --------------------------- | -------------- | ------------ | ------------ | ----------- | ----------- |  |
|                | Line Bret                   | PS             | 8 133        | 23,37        | 13 252      | 43,36       |  |
|                | Pierre Micaux sortant réélu | UMP            | 7 837        | 22,52        | 17 312      | 56,64       |  |
|                | Marc Sebeyran               | UDF            | 6 676        | 19,19        |             |             |  |
|                | Bruno Subtil                | FN             | 6 269        | 18,02        |             |             |  |
|                | Michel Roche                | Divers droite  | 3 334        | 9,58         |             |             |  |
|                | Anna Zajac                  | PCF            | 943          | 2,71         |             |             |  |
|                | Monique Bonhomme            | LO             | 703          | 2,02         |             |             |  |
|                | Annelise Glassner           | GÉ             | 353          | 1,01         |             |             |  |
|                | Jacky Béon                  | Divers         | 313          | 0,9          |             |             |  |
|                | Jacqueline Tiriau           | MNR            | 235          | 0,68         |             |             |  |
|                |                             |                |              |              |             |             |  |
| Inscrits       | Inscrits                    | Inscrits       | 55 575       | 100,00       | 55 574      | 100,00      |  |
| Abstentions    | Abstentions                 | Abstentions    | 19 963       | 35,92        | 22 893      | 41,19       |  |
| Votants        | Votants                     | Votants        | 35 612       | 64,08        | 32 681      | 58,81       |  |
| Blancs et nuls | Blancs et nuls              | Blancs et nuls | 816          | 2,29         | 2 117       | 6,48        |  |
| Exprimés       | Exprimés                    | Exprimés       | 34 796       | 97,71        | 30 564      | 93,52       |  |

#### Deuxième circonscription (Troyes - Bar-sur-Seine)
| Candidat       | Candidat                       | Parti            | Premier tour | Premier tour | Second tour | Second tour |  |
| Candidat       | Candidat                       | Parti            | Voix         | %            | Voix        | %           |  |
| -------------- | ------------------------------ | ---------------- | ------------ | ------------ | ----------- | ----------- |  |
|                | Jean-Claude Mathis élu         | UMP              | 15 291       | 35,34        | 22 758      | 58,45       |  |
|                | Yves Fournier                  | PS               | 11 400       | 26,35        | 16 179      | 41,55       |  |
|                | Marc Malarmey                  | FN               | 7 542        | 17,43        |             |             |  |
|                | Alain Deroin                   | UDF              | 4 395        | 10,16        |             |             |  |
|                | Jean-Pierre Cornevin           | PCF              | 1 495        | 3,45         |             |             |  |
|                | Annie Cousin                   | LO               | 904          | 2,09         |             |             |  |
|                | Patrick Roher                  | Divers           | 648          | 1,5          |             |             |  |
|                | Anne Baicry                    | GÉ               | 524          | 1,21         |             |             |  |
|                | Pierre-Alexis Vandenboomgaerde | Pôle républicain | 444          | 1,03         |             |             |  |
|                | Patricia Lacombe               | MNR              | 357          | 0,83         |             |             |  |
|                | Denise Normant                 | Divers           | 271          | 0,63         |             |             |  |
|                |                                |                  |              |              |             |             |  |
| Inscrits       | Inscrits                       | Inscrits         | 68 838       | 100,00       | 68 832      | 100,00      |  |
| Abstentions    | Abstentions                    | Abstentions      | 24 679       | 35,85        | 27 916      | 40,56       |  |
| Votants        | Votants                        | Votants          | 44 159       | 64,15        | 40 916      | 59,44       |  |
| Blancs et nuls | Blancs et nuls                 | Blancs et nuls   | 888          | 2,01         | 1 979       | 4,84        |  |
| Exprimés       | Exprimés                       | Exprimés         | 43 271       | 97,99        | 38 937      | 95,16       |  |

#### Troisième circonscription (Nogent-sur-Seine)
| Candidat       | Candidat                      | Parti            | Premier tour | Premier tour | Second tour | Second tour |  |
| Candidat       | Candidat                      | Parti            | Voix         | %            | Voix        | %           |  |
| -------------- | ----------------------------- | ---------------- | ------------ | ------------ | ----------- | ----------- |  |
|                | François Baroin sortant réélu | UMP              | 21 201       | 49,03        | 23 467      | 62,98       |  |
|                | Françoise Delplanque          | Les Verts        | 8 223        | 19,02        | 13 795      | 37,02       |  |
|                | Isabelle Maintenant           | FN               | 7 621        | 17,63        |             |             |  |
|                | Joël Triché                   | PCF              | 2 881        | 6,66         |             |             |  |
|                | Pierre Bissey                 | LO               | 956          | 2,21         |             |             |  |
|                | Claude Maitrot                | Pôle républicain | 786          | 1,82         |             |             |  |
|                | Ouzna Sadi Oufella            | LCR              | 716          | 1,66         |             |             |  |
|                | Nathalie Brézillon            | MNR              | 442          | 1,02         |             |             |  |
|                | Maurice Bernardié             | GÉ               | 411          | 0,95         |             |             |  |
|                |                               |                  |              |              |             |             |  |
| Inscrits       | Inscrits                      | Inscrits         | 69 854       | 100,00       | 69 793      | 100,00      |  |
| Abstentions    | Abstentions                   | Abstentions      | 25 830       | 36,98        | 30 645      | 43,91       |  |
| Votants        | Votants                       | Votants          | 44 024       | 63,02        | 39 148      | 56,09       |  |
| Blancs et nuls | Blancs et nuls                | Blancs et nuls   | 787          | 1,79         | 1 886       | 4,82        |  |
| Exprimés       | Exprimés                      | Exprimés         | 43 237       | 98,21        | 37 262      | 95,18       |  |